# Stato maggiore dell'Unione europea
Lo Stato maggiore dell'Unione europea (SMEU) è uno strumento chiave nella politica estera e di sicurezza comune della UE. Nato nel 2002 e acquartierato presso la città belga di Bruxelles, è responsabile della direzione delle missioni rientranti nelle competenze della PESD. Dipende direttamente dall'Alto rappresentante dell'Unione per gli affari esteri e la politica di sicurezza, carica attualmente ricoperta da Kaja Kallas, ed è formato da circa 200 esperti militari.

## Storia
Lo SMEU nasce in seguito alla decisione sancita dal Consiglio europeo, con il trattato di Nizza del dicembre 7-11 dicembre 2000, di fornire in caso di crisi un controllo di direzione strategica unitaria all'Unione, con la costituzione di nuove strutture politiche e militari al suo interno, tra le quali il Comitato politico e di sicurezza (COPS), Comitato militare dell'Unione europea (CMEU) e stato maggiore dell'Unione europea (SMEU).
Lo Stato maggiore fu poi istituito con decisione del Consiglio dell'Unione europea il 22 gennaio 2001.

## Ruolo
Il ruolo dello Stato maggiore è previsto dall'allegato alla decisione 2001/80/PESC e ha subito modifiche nel tempo. L'ultima decisione del Consiglio dell'Unione europea del 7 aprile 2008 prevede quanto segue:
- è la fonte di consulenza militare dell'UE;
- assicura il collegamento fra l'EUMC, da un lato, e le risorse militari disponibili per l'UE, dall'altro, e fornisce consulenza militare agli organi dell'UE in base alle direttive dell'EUMC;
- svolge tre principali funzioni operative: allarme tempestivo, valutazione della situazione e pianificazione strategica;
- effettua una pianificazione precoce, tra l'altro per permettere agli Stati membri di valutare il loro potenziale contributo in termini di forze ed all'EUMS di mettere a disposizione competenze adeguate nell'arco di tutto il processo decisionale;
- fornisce una capacità di allarme tempestivo; pianifica, valuta e formula raccomandazioni in merito al concetto di gestione delle crisi ed alla strategia militare generale; attua le decisioni e gli orientamenti dell'EUMC;
- fornisce appoggio all'EUMC per quanto riguarda la valutazione della situazione e gli aspetti militari di pianificazione strategica (2), nell'intero ambito delle missioni e delle attività di cui all'articolo 17, paragrafo 2, del TUE, comprese quelle indicate nella strategia europea in materia di sicurezza, in tutti i casi di operazioni sotto la guida dell'UE, a prescindere dal fatto che quest'ultima ricorra o meno ai mezzi ed alle capacità della NATO;
- fornisce appoggio (su richiesta dell'SG/AR o del CPS) a missioni temporanee in paesi terzi o presso organizzazioni internazionali, allo scopo di fornire, se necessarie, la consulenza e l'assistenza richieste sugli aspetti militari delle attività di prevenzione dei conflitti, di gestione delle crisi e di stabilizzazione al termine dei conflitti;
- contribuisce al processo di elaborazione, valutazione e revisione degli obiettivi di capacità, tenendo conto della necessità, per gli Stati membri interessati, di garantire la coerenza con il DPP della NATO e con il PARP del PFP secondo le procedure convenute;
- opera in stretto coordinamento con l'Agenzia europea per la difesa;
- ha la responsabilità di controllare, valutare e formulare raccomandazioni in materia di formazione, esercitazioni e interoperabilità in relazione alle forze e alle capacità che gli Stati membri mettono a disposizione dell'UE;
- mantiene la capacità di rafforzare l'HQ nazionale designato per condurre un'operazione autonoma dell'UE;
- ha la responsabilità di fornire le capacità necessarie per pianificare e condurre un'operazione militare autonoma dell'UE e, una volta che il Consiglio ha adottato, su parere dell'EUMC, una decisione su un'operazione specifica, mantiene la capacità, nell'ambito dell'EUMS, di istituire rapidamente un centro operativo per tale operazione, specie ove si renda necessaria una reazione di ordine sia civile che militare e quando non è stato individuato alcun HQ nazionale.[4]

Ricadono dunque sotto la sua responsabilità sia le operazioni di "mantenimento della pace" sia quelle che prevedono l'impiego della forza in scenari di combattimento, nonché altri compiti rientranti nella strategia europea di sicurezza come le operazioni di disarmo congiunto e di controllo sui livelli di armamenti, quelle a sostegno dei Paesi terzi nella lotta al terrorismo e nelle delegazioni di esperti e consiglieri militari. Lo stato maggiore opera subordinato al Comitato militare dell'Unione europea con cui collabora e riferisce assicurando il collegamento tra le forze armate degli stati membri e il Consiglio, assicurando le conoscenze militari necessari, fornendo capacità e competenze degli esperti militari messi a disposizione da ogni Stato membro, permettendo di pianificare, valutare e fornire indicazioni tecniche nella gestione delle crisi e nella strategia militare in generale al fine di armonizzare le decisioni del Comitato militare e i vari stati maggiori nazionali.
Lo Staff europeo condivide inoltre numerosi mezzi e capacità con la NATO.

## Struttura
Lo Stato maggiore dell'UE fa parte del Segretariato del Consiglio dell'Unione europea e opera sotto la direzione del Comitato militare dell'Unione europea. E' diretto da un generale a tre stelle. Il personale che lo compone è sia militare, proveniente dagli Stati membri, che civile, funzionari del Consiglio e della Commissione europea. In caso di crisi il personale può essere aumentato, come previsto dalla decisione 2008/298/PESC.

## Le operazioni
Lo SMEU ha gestito, nell'ambito della PESD le seguenti missioni internazionali:
- Missione "Concordia" nel 2003 in Macedonia (350 soldati)
- Missione "Artemis" nel 2003 nella Repubblica Democratica del Congo (1800 soldati)
- Missione "Althea" dal 2004 in Bosnia ed Erzegovina[6]
- Missione "RD Congo" nel 2006 nella Repubblica Democratica del Congo[7]
- Missione "Tchad/RCA" nel 2008 nel Ciad e nella Repubblica Centrafricana.[8]

## Elenco dei direttori generali
|    | Nome                                  | Foto  | Nazionalità | Inizio mandato | Fine mandato  |
| -- | ------------------------------------- | ----- | ----------- | -------------- | ------------- |
| 1. | Tenente generale Rainer Schuwirth     |       | Germania    | Giugno 2001    | Marzo 2004    |
| 2. | Tenente generale Jean-Paul Perruche   |       | Francia     | Marzo 2004     | Febbraio 2007 |
| 3. | Tenente generale David Leakey         |       | Regno Unito | Marzo 2007     | Maggio 2010   |
| 4. | Tenente generale Ton van Osch         |       | Paesi Bassi | Maggio 2010    | Maggio 2013   |
| 5. | Tenente generale Wolfgang Wosolsobe   |       | Austria     | Maggio 2013    | Maggio 2016   |
| 6. | Tenente generale Esa Pulkkinen        | borde | Finlandia   | Maggio 2016    | Giugno 2020   |
| 7. | Viceammiraglio Hervé Bléjean          |       | Francia     | Giugno 2020    | Giugno 2023   |
| 8. | Tenente generale Michiel van der Laan |       | Paesi Bassi | Giugno 2023    | In carica     |